# Carnaval de Tacna
El Carnaval de Tacna es uno de los más descentralizados del país y de la región, pues congrega en sus corsos a distintos bailes y danzas del Perú, Bolivia, Argentina, Colombia, Ecuador, Brasil, Paraguay, Chile, México, se realiza todos los años entre los meses de febrero y marzo —la fecha depende del miércoles de ceniza— se celebra en distintas locaciones de la ciudad y región de Tacna.

## Historia del carnaval de Tacna
El carnaval de Tacna, mezcla la tradición de la migración andina y sus rituales con la religiosidad católica, el cual está presente en los distintos pasacalles - concursos en todos los distritos y locaciones de la ciudad. Las diferentes culturas y costumbres propias y adquiridas son mostradas en forma de danza. Las fechas más importantes son la Gran Parada Folclórica y el Concurso de Remate de Carnaval.
A partir del 2012, el Carnaval Internacional de Tacna es presentado en Palacio de Gobierno.

## Danzas Predominantes del Carnaval
Se muestran por orden de mayor participación, ya sea en los pasacalles-concurso, cortamontes o fiesta de alferados.

### Tarkada
La tarkada es una danza en parejas de origen Tacneño. Toma el nombre de tarkada, por la tarka, que es el instrumento con el cual se musicaliza la danza. En la ciudad de Tacna, existen dos estilos, uno que proviene de la provincia de Candarave, con la característica y permanente ondeada en alto de los pañuelos en alto, ritmo rápido y haciendo requiebres, danza popular mayormente para los jóvenes, se ve reflejado en los vestuarios donde la pollera de la mujer es más corta y los cánticos alegres.
El otro estilo, también es aimara, pero proviene de la región de Puno, el ritmo es más lento, en el vestuario los detalles son más estilizados, la pollera es más larga, el sombrero es borsalino, los hombres no lo llevan, y en ocasiones el pañuelo es reemplazado por un huichi-huichi, que es una soguilla con detalles de lana.
Activamente participan:
- Tarkada Real Imperial de Camilaca
- Asociación Cultural Sama Inclan
- Asociación Cultural Posito de Plata
- Asociación Cultural Villa Hermosa Candarave
- Asociación Cultural Unión Candarave
- Tarkada Encanto de mi pueblo de Huanuara
- Tarkada Juventud Hijos de Huanuara
- Tarkada Villa Hermosa Candarave
- Tarkada Juventud Candarave
- Tarkada Orgullo de mi Tierra Quilahuani
- Tarkada Folclórica Proyección Cultural Pampa Sitana
- Asociación Folklórica Juventud Raíces de Quilahuani

### Luriguayos
Baile aimara, característico por el sonido del chillido de los moseños que son unas flautas de gran tamaño, en la vestimenta predomina el "aguayo", también de allí el nombre, que es una manta con motivos andinos, el baile es bastante rápido pues se está en constante saltos y giros.
La difusión de este baile llegó a Tacna en el año 1958, con poca acogida pues la migración andina, principalmente de Ollaraya y/o Yunguyo - Puno, sitio de donde proviene el baile, era poca, pero un bloque llegó a participar en las actividades carnavalescas de la época como acompañar la reina y el entierro del Ño Carnavalon. El primer bloque de luriguayos solo pudo participar activamente un par de años más. 
A comienzos de la década de los 80's la segunda generación retomó la difusión de este baile en mayor número, el primer bloque grande se desintegró y a su vez se formaron más grupos en toda la ciudad.
En la actualidad adquiere una gran acogida por los migrantes, hijos de migrantes y pobladores de Tacna.
Activamente participan:

### Comparsas

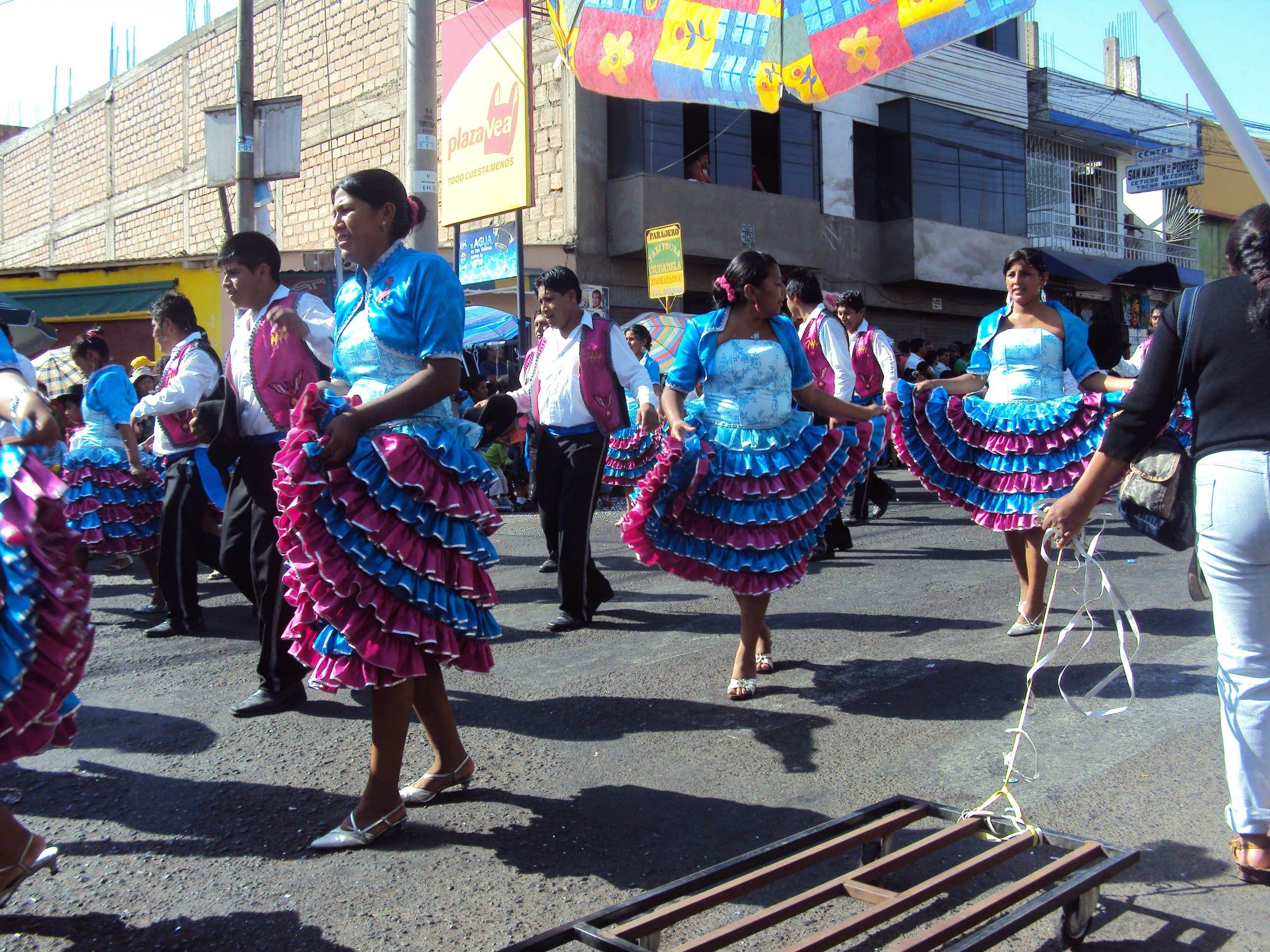
Comparsa Tradicional en Pasacalle Central.

Las comparsas son un baile típico y tradicional de Tarata llegando a expandirse a las provincias de Candarave y Tacna, se caracteriza por el constante zapateo, a pesar de que las mujeres llevan zapatos-taco, y la marca rápido de paso y desplazamiento y por los cánticos constantes con voz aguda. Cabe mencionar que existen dos tipos de vestimenta: La Típica y de luces, debido a que cada pueblo es diferente, sin embargo la más común es el traje de luces, esta vestimenta es colorida y de tonos llamativos y encendidos.
El acompañamiento musical son quenas, guitarras, acorderones , charango y algunas veces mandolina
Activamente participan:
- Comparsa Juventud de Challaguaya
- Comparsa Generación de Yabroco
- Comparsa Juventud Alegres de Ticaco
- Comparsa Rosario Central de Challaguaya
- Comparsa Juventud San Pablo de Tarucachi
- Comparsa Eléctricos de Talabaya
- Comparsa juventud rosario de tarucachi
- Comparsa San José de Challaguaya
- Comparsa Juventud la esperanza de la Yarada-Baja
- Comparsa Santa Lucia de la Yarada
- Comparsa Cultural Tarata
- Comparsa Alegres de Yabroco
- Comparsa San Pedro de Tarucachi
- Comparsa Central Estique Pampa
- Comparsa Santiago de Miculla
- Comparsa Bolognesi de Estique Pampa
- Comparsa Hospicio 60
- Comparsa Tradicional de Estique Pampa

## Pasacalles - Concurso
El carnaval de Tacna, es latente en toda la región, por lo cual todos los distritos de la provincia de Tacna, realizan un pasacalle-concurso, el cual recorre las principales arterias de su locación, este se realiza un día sábado, al día siguiente, domingo, el concurso es en algún recinto cerrado para apreciar las coreografías. Participan elencos locales, nacionales e internacionales, siempre está encabezado por el alcalde de la jurisdicción. Se muestra por orden cronológico:
| Festividad                                   | Fecha            | Lugar                                            | Otro | Categorías | Galería |
| -------------------------------------------- | ---------------- | ------------------------------------------------ | --- | --- | ------- |
| Gran Carnaval de Calana                      | 19 de febrero    | Distrito de Calana                               | Se realiza el primer domingo posterior al miércoles de ceniza, generalmente es el primer pasacalle que se realiza y cual abre esta tradición, participan delegaciones locales y regionales. | |         |
| Tomasa García Quea                           | 26 de febrero    | Distrito de Pachia                               | Organizado por el municipio de la jurisdicción, desde el año 1999. | |         |
| Festival Internacional de Danzas Albarracino | 29 de enero      | Distrito de Coronel Gregorio Albarracin Lanchipa | Es organizado por la Municipalidad Distrital de Gregorio Albarracin Lanchipa desde el 2003, el pasacalle se realiza un día domingo, este se caracteriza por la presencia de reinas de belleza de talla mundial en el gran corso, | - Nacionales - Internacionales |         |
| Zampoña de Oro                               |                  | Distrito de Pocollay                             | Es organizado por la Municipalidad Distrital de Pocollay desde el 2007, se caracteriza por los carros alegóricos y estampas formadas en estos, algunos años se recortó a solo un día, Con el pasacalle y finalizando con el concurso en el Local Megaeventos del Distrito. | - Libre - Carros Alegóricos - Nacional e Internacional |         |
| Carnaval de la Amistad                       | 10 y 11 de marzo | Distrito de Alto de la Alianza                   | El Pasacalle es organizado por la Municipalidad Distrital de Alto de la Alianza desde el 2007, El sábado se realiza el pasacalle por las principales avenidas, ubicándose el estrado general al final en la Plaza Quiñones, El Domingo el Concurso se realiza en el Estadio Héroes del Alto de la Alianza o en el Coliseo Túpac Amaru II. Se caracteriza por las delegaciones internacionales invitadas de Bolivia, Chile, Argentina, Paraguay, Ecuador, Argentina. | - Bases Sociales - Juntas Vecinales - Orquestas y Comparsas - Tarkada - Nacionales e Internacionales |         |
| Machaq Marka - Costumbres de mi pueblo       | 17 y 18 de marzo | Distrito de Ciudad Nueva                         | Es organizado por la Municipalidad Distrital de Ciudad Nueva desde el 2008, Caracterizado por promover las raíces autóctonas e identidad cultural. El sábado se realiza el pasacalle recorriendo las principales calles del distrito. El día domingo el concurso se realiza en el Estadio La Bombonera. | - Orquestas - Comparsas - Tarkada - Luriguayos - Nacionales e Internacionales - Bases Sociales |         |
| Gran Remate de Carnaval                      | 03 y 4 de marzo  | Distrito de Tacna                                | Recorrido: Estadio Paillardelli, Av. Leguia, óvalo Túpac Amaru, Patricio Meléndez, Av. Bolognesi, Av. Cusco. | - Grupo Regional, Anata, Luriguayos, Orquestas y Comparsas - Grupos Nacionales - Municipalidades Provinciales, Distritales, Gobierno Regional - Instituciones Locales - Internacionales - Regional Tarkadas - Traje de Luces |         |

### Gran Remate de Carnaval - Parada Folclórica
Es organizado por la Municipalidad Provincial de Tacna; desde el año 1999, a partir del 2011 la organización es conjunta con el Gobierno Regional de Tacna. Se realiza el tercer sábado siguiente al miércoles de ceniza, y es la última actividad carnavalesca , en la que las agrupaciones danzan por las principales calles y avenidas del centro de la ciudad acompañados por un numeroso público que se da cita para espectar la finalización del Carnaval, los grandes ganadores de los anteriores pasacalles en los distritos, además de invitados locales, nacionales e internacionales de lujo, se dan cita en este colorido corso. El recorrido fue cambiando levemente con los años, en este último año se expandió a alrededor de 10 kilómetros y una duración de más de 12 horas. Al día siguiente se realiza el gran concurso de coreografías en el Parque Perú, aunque este último año fue en el Estadio Jorge Basadre.

#### Ganadores Gran Remate de Carnaval - Parada Folclórica
| Categorías / Año | Libre / Institucional                                        | Regional (Anatas, Luriguayos, Chacalladas, Pinkilladas) | Comparsas y Orquestas                    | Pandillas de Carnaval y Tarkadas              | Nacional                                                      | Traje de Luces                                                |
| ---------------- | ------------------------------------------------------------ | ------------------------------------------------------- | ---------------------------------------- | --------------------------------------------- | ------------------------------------------------------------- | ------------------------------------------------------------- |
| 2018             | -                                                            | -                                                       | Comparsa Juventud San Pedro de Tarucachi | Tarkada Asociación Cultural Posito de Plata   | Comparsa Juventud Challaguaya                                 | Luriguayos Juventud Brillantes de Yunguyo                     |
| 2017             | -                                                            | -                                                       | Comparsa Juventud Challaguaya            | Tarkada Encanto de mi Pueblo Huanuara         | Centro de Investigación Mosoq Yawar (Cusco)                   | Fraternidad Cultural Caporales Antares                        |
| 2016             | -                                                            | Luriguayos Juventud Brillantes de Yunguyo               | Comparsa Juventud Alegres de Ticaco      | Asociación Cultural Posito de Plata Cairani   | Universidad Nacional San Cristóbal de Huamanga (Ayacucho)     | Caporales Reyes San Pedro                                     |
| 2015             | Municipalidad Distrital de Ilabaya                           | Luriguayos Juventud Brillantes de Yunguyo               | Comparsa Santa Rosa de Talabaya          | Tarkada Encanto de mi Pueblo Huanuara         | Agrupación Jatha Kathu de Pomata (Puno)                       | Caporales Centralistas San Miguel                             |
| 2014             |                                                              | Luriguayos Juventud Brillantes de Yunguyo               | Comparsa Juventud Alegres de Ticaco      | Tarkada Asociación Villa Hermosa de Candarave | Universidad Nacional de San Cristóbal Huamanga (Ayacucho)     | Caporales Reyes San Pedro                                     |
| 2013             | EPS Tacna                                                    | Luriguayos Juventud Brillantes de Yunguyo               | Comparsa Juventud Alegres de Ticaco      | Tarkada Asociación Cultural Sama Inclan       | Comparsa Apurímac                                             | Caporales Reyes San Pedro                                     |
| 2012             | Municipalidad Distrital de Camilaca                          | Luriguayos Juventud Reales de Ollaraya                  | Comparsa Juventud Challaguaya            | Tarkada Asociación Cultural Sama Inclan       | Comparsa Apurímac                                             | Diablada Escuela Técnica de la Policía Nacional de Locumba    |
| 2011             | Agrupación Tradiciones de mi Pueblo 15 de Agosto de Curibaya | Luriguayos Juventud Brillantes de Yunguyo               | Comparsa Juventud Alegres de Ticaco      | Tarkada Encanto de mi Pueblo Huanuara         | Tarkada Encanto de mi Pueblo Huanuara                         | Fraternidad Artística Cultural La Diablada de Oruro - Bolivia |
| 2010             | Luriguayo Juventud Reales de Ollaraya                        | -                                                       | Comparsa Juventud San Pedro de Tarucachi | Tarkada Asociación Cultural Sama Inclan       | Comparsa Juventud Challaguaya                                 | -                                                             |
| 2009             |                                                              | -                                                       | Comparsa Juventud Alegres de Ticaco      | Tarkada Tradiciones Curibaya                  | Tarkada Asociación Cultural Posito de Plata                   | -                                                             |
| 2008             | Confraternidad de Morenos Nueva Gran Alianza                 | -                                                       | Comparsa Rosario Central                 | Tarkada Asociación Cultural Posito de Plata   | Asociación Folclórica Espectacular Diablada Bellavista - Puno | -                                                             |
| 2007             | -                                                            | -                                                       | -                                        | Tarkada Unión Candarave                       | -                                                             | -                                                             |
| 2006             | -                                                            | -                                                       | -                                        | Tarkada Encanto de mi Pueblo Huanuara         | -                                                             | -                                                             |
| 2005             | -                                                            | -                                                       | -                                        | Tarkada Unión Candarave                       | -                                                             | -                                                             |
| 2004             | -                                                            | -                                                       | -                                        | Tarkada Asociación Cultural Posito de Plata   | -                                                             | -                                                             |
| 2003             | -                                                            | -                                                       | -                                        | Tarkada Santa Cruz de Candarave               | -                                                             | -                                                             |
| 2002             | -                                                            | -                                                       | -                                        | Tarkada Asociación Cultural Posito de Plata   | -                                                             | -                                                             |

A partir del año 2011 se añaden 2 categorías más, desaturando la categoría Institucional / Libre.

## Fiesta de Alferados
Además de los pasacalles y concursos, en las semanas que se desarrolla este carnaval se realizan diferentes fiestas en toda la ciudad, siendo de mayor presencia en los distritos de Ciudad Nueva, Alto de la Alianza, Cercado y la zona de La Yarada (se llega a congregar hasta 20 fiestas repartidas en el distrito) . Estas fiestan se realizan los fines de semana, donde se congregan alferados, bandas, bailarines, grupos musicales, invitados y amigos del alferado. Las danzas que son temáticas son las Tarkada y los Luriguayos. En estas fiestas se caracteriza las "apjatas" que consiste en dar cajas y cajas de cerveza al alferado, dependiendo la estima de los amigos, va desde algunos pares hasta cifras exorbitantes. La fiesta tiene que rotar es por ello que en el intermedio de la fiesta o al finalizar se elige al nuevo alferado del siguiente año, Actualmente el más grande y organizado es el de los comerciantes de la Av. Coronel Mendoza.

### Carnavales Coronel Mendoza

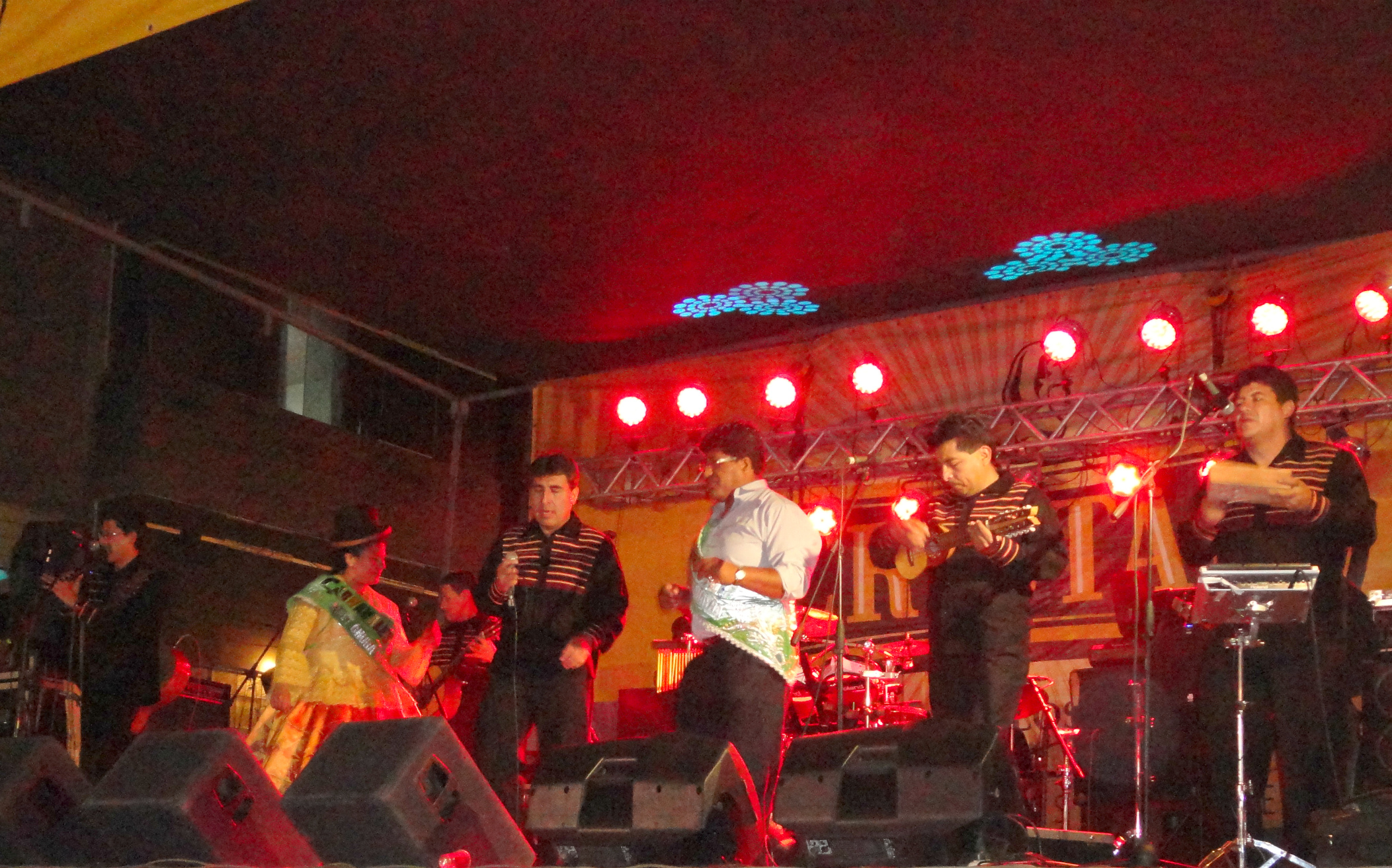
Presentación del grupo Llajtaymanta en la fiesta de carnavales 2012 de los alferados del C.C. Túpac Amaru.

Se realiza el viernes, sábado y domingo posterior al miércoles de ceniza, llamado Tentaciones. La tradición data desde 1990 donde los comerciantes de los principales centros comerciales de la Avenida Coronel Mendoza, se rotaban el célebre cargo de Alferados del Centro Comercial, son tres días fiesta en las cuales los comerciantes dejan de laborar y se dedican a festejar, la avenida se cierra por los grandes escenarios que se arman, llegando a haber hasta cinco escenarios en la misma avenida, se caracterizan por los grandes elencos de danzas y los artistas musicales nacionales e internacionales que se jactan de traer los alferados comerciantes, actualmente participan los alferados de:
- Galerías Coronel Mendoza.
- Asoc. de Comerciantes Túpac Amaru II.
- Centro Comercial Cajamarca.
- Centro Comercial Federico Barreto.